# Zares
Zares – socialno-liberalni (slowenisch für Tatsächlich – sozialliberal), Kurzbezeichnung Zares, war eine politische Partei in Slowenien.
Die Partei hat eine sozialliberale Ausrichtung. Ihr Vorsitzender ist Gregor Golobič. Zares war 2008–12 Teil der Regierungskoalition von Ministerpräsident Borut Pahor und stellte mit Pavel Gantar den Präsidenten der Staatsversammlung. Sie hatte bis 2014 auch Beobachterstatus in der Liberalen Internationalen.

## Geschichte
Sie wurde im Oktober 2007 als Abspaltung der Liberaldemokratie Sloweniens gegründet, an der sich auch sechs der 23 Parlamentsabgeordneten beteiligten.
Bei der Präsidentschaftswahl 2007 unterstützte Zares den Kandidaten der Sozialdemokraten, Danilo Türk. Bei der Parlamentswahl 2008 erreichte Zares mit 9,4 % der Stimmen neun Sitze, während die Liberaldemokraten nur noch fünf Abgeordnete in der Staatsversammlung stellen. Bei der Europawahl 2009 erreichte sie mit 9,8 % der Stimmen eines von sieben slowenischen Mandaten.
Bis Oktober 2011 nannte sich die Partei Zares – nova politika (deutsch: Tatsächlich – neue Politik). Seitdem trägt sie den aktuellen Namen Zares – socialno-liberalni.
Bei der vorgezogenen Parlamentswahl am 4. Dezember 2011 verpasste die Partei mit nur 0,7 % der Stimmen den Einzug ins Parlament ebenso deutlich wie bei der Europawahl 2014, wo sie auf 1,0 % der Stimmen zurückfiel. An der vorgezogenen Parlamentswahl am 13. Juli 2014 nahm Zares nicht teil.
Die Partei hat sich im Oktober 2015 aufgelöst.